# Соса, Луис Альфонсо
Луи́с Альфонсо Соса Сиснерос (исп. Luis Alfonso Sosa Cisneros; род. 5 октября 1967, Гвадалахара) — мексиканский футболист, выступавший на позиции полузащитника. По окончании игровой карьеры стал тренером.

## Биография

### Клубная карьера
Альфонсо Соса начал свою профессиональную карьеру футболиста в клубе «Универсидад де Гвадалахара» из родного города в 1985 году. Отыграв за этот клуб 8 лет, он покинул его, после чего выступал за различные мексиканские команды: «Пуэблу», «Леон», «Монтеррей», «Крус Асуль», «Пачуку» и «Керетаро». С «Пачукой» он дважды побеждал в зимних чемпионатах Мексики: в 1998 и 2001 годах.

### Международная карьера
Альфонсо Соса провёл в составе сборной Мексики 14 матчей, забив 2 мяча. Дебютировал он за неё 29 марта 1988 года в победной игре против сборной Сальвадора (8:0), где отметился голом. Во второй своей игре против Гондураса он вновь отличился забитым мячом. К 1991 году Соса в составе сборной провёл 11 игр, но в следующий раз выйти в её составе ему удалось лишь в январе 2002 года. Он принял участие на Золотом кубке КОНКАКАФ 2002 года. В 1/4 финала он не смог забить в послематчевой серии пенальти, а его команда уступила место в полуфинале сборной Южной Кореи.

### Тренерская карьера
В конце 2011 года Альфонсо Соса был назначен главным тренером клуба «Леонес Негрос», или «Универсидад де Гвадалахары». С 2016 года работал в «Некаксе».

## Достижения

### В качестве игрока
Пачука
- Чемпионат Мексики (2): Инвьерно 1999 (чемпион), Инвьерно 2001 (чемпион)

Универсидад Гвадалахара
- Кубок Мексики (2): 1990/91 (победитель)